# OFK Belgrad
OFK Belgrad (vollständiger offizieller Name auf Serbisch: Омладински фудбалски клуб Београд, Omladinski fudbalski klub Beograd; deutsch: Jugend-Fußballklub Belgrad), gewöhnlich auch als OFK bekannt, ist die Fußballabteilung von OFK Belgrad, einem serbischen Sportverein aus der Hauptstadt Belgrad. Die Mannschaft spielt aktuell in der SuperLiga, der höchsten Spielklasse im serbischen Fußball.
Der Verein wurde 1911 unter dem Namen BSK gegründet, der mit fünf gewonnenen Meisterschaften der erfolgreichste Fußballverein im Königreich Serbien sowie später im Königreich Jugoslawien war. Diese fünf Meisterschaften machen ihn bis heute nach den dominierenden Vereinen Roter Stern Belgrad und Partizan Belgrad zum dritterfolgreichsten Verein in der Serbischen bzw. Jugoslawischen Meisterschaft. Nach zwei Umbenennungen erhielt der Verein 1957 seinen heutigen Namen. In den 1950er und 1960er Jahren feierte OFK Belgrad seine größten Erfolge der Nachkriegszeit, als der Verein zweimal Vizemeister der 1. jugoslawischen Liga sowie viermal Pokalsieger wurde.
Im europäischen Fußball erreichte der Verein 1963 im Europapokal der Pokalsieger das Halbfinale, unterlag aber dem späteren Sieger Tottenham Hotspur. Das letzte Mal erreichten die Belgrader ein europäisches Viertelfinale 1973, als sie im UEFA-Pokal an Twente Enschede scheiterten. Schließlich folgte eine jahrzehntelange Durststrecke, national sowie international. Der letzte größere Erfolg des Vereins war das Erreichen des nationalen Pokalfinales 2006.

## Geschichte

### 1898–1911: Die Vorgeschichte

Vereinswappen des Belgrader SK.

Anfang 1911 kam es zu einem Streit zwischen mehreren Spielern der 1907 entstandenen Fußballabteilung des 1898 gegründeten Belgrader Fechtvereins Srpski mač (dt. Serbisches Schwert) und dem Vereinspräsidenten Radivoje Novaković, der mit der Austragung eines Freundschaftsspiels gegen den HAŠK nicht einverstanden war. Der 1903 gegründete Verein aus Zagreb, der damals dem Ungarischen Fußballverband unterstand, war es damals vom Verband untersagt worden, internationale Spiele auszutragen. Grund war ein Gesetz aus dem Jahr 1907, nach dem an allen Bahnhöfen im damaligen Kroatien und Slawonien, das zu Österreich-Ungarn gehörte, ausschließlich Ungarisch gesprochen werden sollte, dem sich die kroatische Bevölkerung, unterstützt durch die serbische, in den Regionen widersetzte.
Der Tscheche Miloš Ekert, der zuvor vom HAŠK zum Srpski mač gewechselt war, blieb in Kontakt mit seinen ehemaligen Mannschaftskameraden und sah darin eine Chance, ein Spiel zwischen diesen beiden Mannschaften auszutragen. Die Spieler des Srpski mač waren damit einverstanden, im Gegensatz zum Vereinspräsident, der diesem Vorschlag eine Absage erteilte. Er sah darin keinen Sinn, denn er glaubte, dass sein Verein viel schwächer sei als der HAŠK, der in der Tat bereits ein etablierter Verein war. So beschloss die Vereinsführung, dass alle Spieler, die trotzdem nach Zagreb fuhren, aufgrund undisziplinierten Verhaltens aus dem Verein ausgeschlossen werden sollten. Dessen bewusst, jedoch durch diese Herausforderung motiviert, fuhren zahlreiche Spieler, begleitet von einigen Spielern des SK Soko, zur Begegnung nach Zagreb und gaben sich als Nationalmannschaft des Königreichs Serbiens aus.
Dort angekommen, absolvierte man im Mai zwei Begegnungen innerhalb von zwei Tagen, die man beide deutlich verlor. Die damaligen Zagreber Zeitungen priesen die serbische Mannschaft für ihre Bemühungen und deren Mut den besseren und deutlich erfahrenen HAŠK herauszufordern, während man daheim aufgrund des verantwortungslosen Alleingangs großer Kritik ausgesetzt war, hauptsächlich weil man nicht unter dem Namen Srpski mač auflief, sondern sich selbst als Nationalmannschaft des Königreichs bezeichnete. Gleichzeitig wurde natürlich auch die Spielweise kritisiert. Letztendlich wurden die Dissidenten aus den Vereinen verbannt, die bereits im Juli 1911 beschlossen, einen neuen Fußballverein zu gründen, was schließlich zur Entstehung des OFK Belgrad führen sollte.

### 1911–1941: Die Gründungsjahre
Bei der ersten Gründungsversammlung der ehemaligen Spieler von Srpski mač wurde Andre Jović als Vereinspräsident, Danilo Stojanović, besser bekannt unter seinem Spitznamen Čika Daca, einer der größten Pioniere des serbischen Fußballs, und Jevrem Pantelić als Vizepräsidenten sowie Dušan Milošević als Vereinssekretär bestimmt. Als Schatzmeister wurde Miloš Ekert ausgewählt, der zugleich einer der ersten ausländischen Spieler des Landes war, sowie auf dessen Vorschlag der Verein seinen ersten Namen erhielt. Schließlich wurde am 1. September 1911 unter dem Namen BSK – Beogradski sportski klub (Belgrader Sportklub) der Verein offiziell gegründet. Das erste Spielfeld des BSK befand sich auf einer ehemaligen Pferderennbahn, wo sich heute die technische Fakultät der Universität Belgrad befindet, sowie das Hotel Metropol. Seine erste Begegnung spielte der Verein am 13. Oktober 1911 gegen Šumadija 1903, einem Verein aus Stadt Kragujevac, dessen Gründung zuvor ebenfalls Danilo Stojanović durchgeführt hatte, das sie mit 9:1 für sich entscheiden konnten. Zwischen 1923 und 1941 gewann der BSK fünf Meisterschaften und wurde der erfolgreichste Fußballverein im Königreich Serbien sowie später im Königreich Jugoslawien.

### 1945–heute: Goldene Jahre und Durststrecke
Zwischen 1945 und 1950 hieß der Verein Metalac, danach wieder BSK. 1957 erhielt er den heutigen Namen OFK Belgrad. In den 1950er und 1960er Jahren feierte der Club seine größten Erfolge im jugoslawischen Fußball. Zu der Zeit spielten der Verein einen besonders attraktiven und erfolgreichen Fußball, daher erhielt er auch den Spitznamen Romantičari („Die Romantiker“). Er wurde 1955 und 1962 Vizemeister sowie 1953, 1955, 1962 und 1966 Pokalsieger, stand trotzdem im Schatten der großen Belgrader Stadtrivalen Roter Stern und Partizan.
1963 erreichte OFK Belgrad im Europapokal der Pokalsieger das Halbfinale, unterlag aber dem späteren Sieger Tottenham Hotspur. 1973 folgte ein weiteres europäisches Viertelfinale, diesmal scheiterte man im UEFA-Pokal an Twente Enschede.
Schließlich folgte eine jahrelange Durststrecke, national sowie international. In den 1980er und 1990er Jahren erlebte der Club eine Ära von fehlender Konstanz. Erst 2003 und 2004 spielte der OFK Belgrad im UEFA Intertoto Cup mit und in den Jahren 2005 und 2006 wieder im UEFA-Pokal. Der letzte größere Erfolg des Vereins war das Erreichen des nationalen Pokalfinales 2006. In der Saison 2009/2010 konnte sich der Verein, dank eines dritten Platzes, für die UEFA Europa League qualifizieren.

## Stadion
Das Omladinski stadion ist das Heimstadion von OFK Belgrad. Es wird voraussichtlich bald komplett renoviert, um den UEFA-Sicherheitsstandards für nationale und internationale Fußballveranstaltungen gerecht zu werden.

## Fans
Die Fans von OFK Belgrad nennen sich „Plava Unija“, was übersetzt blaue Union heißt.
OFK hatte in den letzten Jahren, wie viele andere serbische Vereine, mit Zuschauerproblemen zu kämpfen, was zumeist an den veralteten Stadien liegt. Ein Beispiel dafür ist, dass der OFK in den letzten fünf Jahren (ausgenommen Spiele gegen Roter Stern & Partizan) nicht mehr als 5.000 Zuschauer registrieren konnte. Diese Marke wurde im Kupa Srbije Halbfinal Rückspiel gegen Vojvodina Novi Sad in der Saison 2012/13 aufgestellt.
Der letzte große Besuch steht vom Europa League Qualifikations Rückspiel gegen Galatasaray Istanbul aus der Saison 2010/11, als ca. 13.000 Fans den Weg ins Stadion fanden.

## Trainer
- Ljubiša Broćić (1947–1950)
- Zoran Milinković (2012–2013)

## Spieler
| 1930–1950 - Milorad Arsenijević - Aleksandar Tirnanić - Blagoje Marjanović - Dragomir Tošić |  | 1950–1970 - Blagoje Krivokuća - Srboljub Krivokuća - Spasoje Samardžić - Sava Antić - Dragoslav Stepanović - Josip Skoblar - Petar Radenković - Miloš Milutinović |  | 1970–1990 - Slobodan Santrač - Ilija Petković - Petar Borota |  | 1990–2010 - Nenad Erić - Branislav Ivanović - Aleksandar Kolarov - Đorđe Rakić - Ognjen Koroman - Marko Baša - Nemanja Vučićević - Vanja Grubač |  |  |

## Kader der Saison 2025/26
Stand: 4. August 2025
| Nr. |                | Position | Name                  |
| --- | -------------- | -------- | --------------------- |
| 1   | Montenegro     | TW       | Balša Popović         |
| 2   | Nordmazedonien | AB       | Stefan Despotovski    |
| 3   | Ghana          | AB       | Edmund Addo           |
| 4   | Serbien        | MF       | Andrej Pavlović       |
| 5   | Serbien        | AB       | Darko Gojković        |
| 6   | Belarus        | MF       | Daniil Dushevskiy     |
| 7   | Serbien        | MF       | Nikola Knežević       |
| 8   | Serbien        | MF       | Aleksa Cvetković      |
| 9   | Spanien        | ST       | Hugo Alba             |
| 10  | Serbien        | MF       | Saša Marković         |
| 11  | Serbien        | ST       | Nikola Mituljikić     |
| 12  | Serbien        | ST       | Stefan Šćepović       |
| 13  | Serbien        | AB       | Mihajlo Pettrović     |
| 14  | Serbien        | MF       | Milan Momčilović      |
| 15  | Serbien        | AB       | Aleksandar Đermanović |
| 17  | Serbien        | ST       | Uroš Kabić            |

| Nr. |                | Position | Name                  |
| --- | -------------- | -------- | --------------------- |
| 18  | Nigeria        | ST       | Prince Benjamin Obasi |
| 21  | Serbien        | AB       | Uroš Lazić            |
| 22  | Niederlande    | ST       | Jay Enem              |
| 23  | Serbien        | AB       | Strahinja Luković     |
| 25  | Elfenbeinküste | MF       | Issiaka Dembele       |
| 26  | Senegal        | AB       | Mamadou Fall          |
| 27  | Serbien        | MF       | Miloš Pantović        |
| 28  | Serbien        | TW       | Vuk Draškić           |
| 33  | Serbien        | AB       | Dragan Tegeltija      |
| 43  | Ghana          | ST       | Henry Addo            |
| 45  | Serbien        | AB       | Aleksej Vukičević     |
| 77  | Serbien        | AB       | Marko Gobeljić        |
| 80  | Nordmazedonien | TW       | Marko Alchevski       |
| 88  | Serbien        | MF       | Filip Halabrin        |
| 92  | Serbien        | MF       | Stefan Papić          |
| 94  | Brasilien      | ST       | Diogo Bezerra         |

## Sportliche Erfolge

### Fußball
Jugoslawischer Meister (5): 
1930/31, 1932/33, 1934/35, 1935/36, 1938/39
Jugoslawischer Pokalsieger (5):
1934, 1953, 1955, 1961/62, 1965/66

## Europapokalbilanz
| Saison  | Wettbewerb                  | Runde                  | Gegner               | Gesamt    | Hin              | Rück          |
| ------- | --------------------------- | ---------------------- | -------------------- | --------- | ---------------- | ------------- |
| 1962/63 | Europapokal der Pokalsieger | 1. Runde               | SC Chemie Halle      | 5:3       | 2:0 (H)          | 3:3 (A)       |
| 1962/63 | Europapokal der Pokalsieger | 2. Runde               | FC Portadown         | 7:4       | 5:1 (H)          | 2:3 (A)       |
| 1962/63 | Europapokal der Pokalsieger | Viertelfinale          | SSC Neapel           | 6:4       | 2:0 (H)          | 1:3 (A)       |
| 1962/63 | Europapokal der Pokalsieger | Viertelfinale          | SSC Neapel           | 6:4       | 3:1 in Marseille |               |
| 1962/63 | Europapokal der Pokalsieger | Halbfinale             | Tottenham Hotspur    | 2:5       | 1:2 (H)          | 1:3 (A)       |
| 1963/64 | Messestädte-Pokal           | 1. Runde               | Juventus Turin       | 3:4       | 1:2 (A)          | 2:1 (H)       |
| 1963/64 | Messestädte-Pokal           | 1. Runde               | Juventus Turin       | 3:4       | 0:1 in Triest    |               |
| 1964/65 | Messestädte-Pokal           | Halbfinale             | Athletic Bilbao      | 2:4       | 2:2 (A)          | 0:2 (H)       |
| 1966/67 | Europapokal der Pokalsieger | 1. Runde               | Spartak Moskau       | 1:6       | 1:3 (H)          | 0:3 (A)       |
| 1968/69 | Messestädte-Pokal           | 1. Runde               | Rapid Bukarest       | 7:4       | 1:3 (A)          | 6:1 n. V. (H) |
| 1968/69 | Messestädte-Pokal           | 2. Runde               | FC Bologna           | 2:1       | 1:0 (H)          | 1:1 (A)       |
| 1968/69 | Messestädte-Pokal           | 3. Runde               | Göztepe Izmir        | (a)3:3(a) | 3:1 (H)          | 0:2 (A)       |
| 1971/72 | UEFA-Pokal                  | 1. Runde               | Djurgårdens IF       | 6:3       | 4:1 (H)          | 2:2 (A)       |
| 1971/72 | UEFA-Pokal                  | 2. Runde               | FC Carl Zeiss Jena   | 1:5       | 1:1 (H)          | 0:4 (A)       |
| 1972/73 | UEFA-Pokal                  | 1. Runde               | FK Dukla Prag        | 5:3       | 2:2 (A)          | 3:1 (H)       |
| 1972/73 | UEFA-Pokal                  | 2. Runde               | Feijenoord Rotterdam | (a)5:5(a) | 3:4 (A)          | 2:1 (H)       |
| 1972/73 | UEFA-Pokal                  | 3. Runde               | Beroe Stara Sagora   | 3:1       | 0:0 (H)          | 3:1 (A)       |
| 1972/73 | UEFA-Pokal                  | Viertelfinale          | FC Twente Enschede   | 3:4       | 3:2 (H)          | 0:2 (A)       |
| 1973/74 | UEFA-Pokal                  | 1. Runde               | Panathinaikos Athen  | (a)2:2(a) | 2:1 (A)          | 0:1 (H)       |
| 1973/74 | UEFA-Pokal                  | 2. Runde               | Dinamo Tiflis        | 1:8       | 0:3 (A)          | 1:5 (H)       |
| 2003    | UEFA Intertoto Cup          | 1. Runde               | JK Trans Narva       | 5:3       | 1                | 5:3 n. V. (A) |
| 2003    | UEFA Intertoto Cup          | 2. Runde               | 1. FC Slovácko       | 3:4       | 0:1 (A)          | 3:3 (H)       |
| 2004    | UEFA Intertoto Cup          | 2. Runde               | Dinaburg Daugavpils  | 5:1       | 3:1 (H)          | 2:0 (A)       |
| 2004    | UEFA Intertoto Cup          | 3. Runde               | Tampere United       | 1:0       | 0:0 (A)          | 1:0 (H)       |
| 2004    | UEFA Intertoto Cup          | Halbfinale             | Atlético Madrid      | 1:5       | 1:3 (H)          | 0:2 (A)       |
| 2005/06 | UEFA-Pokal                  | 2. Qualifikationsrunde | Lokomotive Plowdiw   | (a)2:2(a) | 2:1 (H)          | 0:1 (A)       |
| 2006/07 | UEFA-Pokal                  | 2. Qualifikationsrunde | AJ Auxerre           | 2:5       | 1:0 (H)          | 1:5 (A)       |
| 2008    | UEFA Intertoto Cup          | 2. Runde               | Panionios Athen      | 2:3       | 1:0 (H)          | 1:3 (A)       |
| 2010/11 | UEFA Europa League          | 2. Qualifikationsrunde | Torpedo Schodsina    | 3:2       | 2:2 (H)          | 1:0 (A)       |
| 2010/11 | UEFA Europa League          | 3. Qualifikationsrunde | Galatasaray Istanbul | 3:7       | 2:2 (A)          | 1:5 (H)       |

Gesamtbilanz: 57 Spiele, 22 Siege, 11 Unentschieden, 24 Niederlagen, 91:101 Tore (Tordifferenz −10)